# Amauronematus glacialis
Amauronematus glacialis is een vliesvleugelig insect uit de familie van de bladwespen (Tenthredinidae). De wetenschappelijke naam van de soort is voor het eerst geldig gepubliceerd in 1891 door Jakovlev.